# Ruma

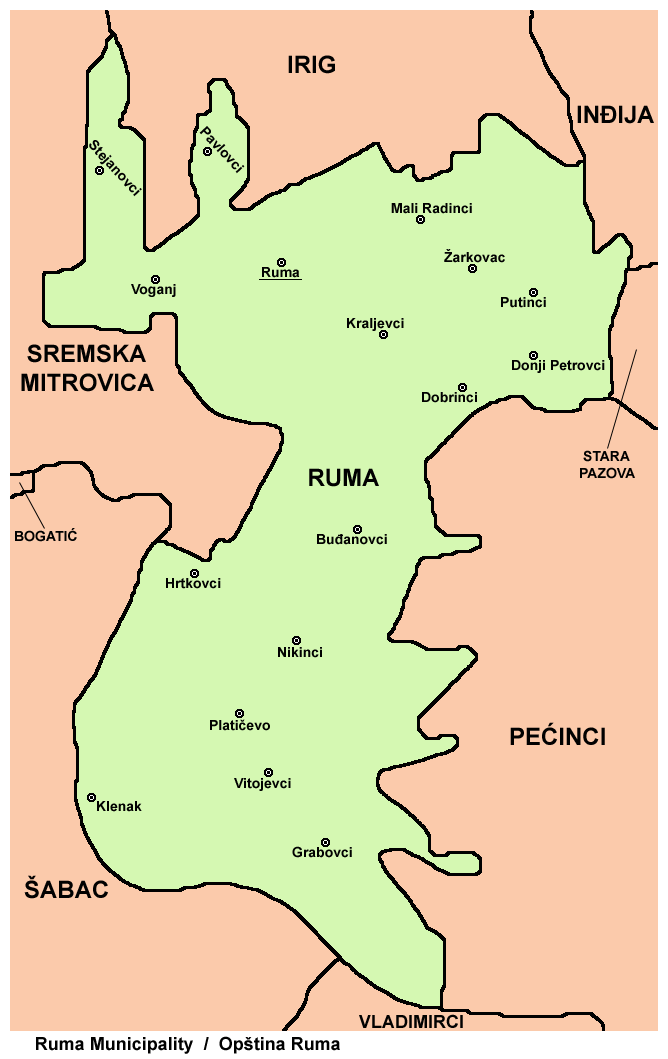
Bản đồ khu tự quản Ruma

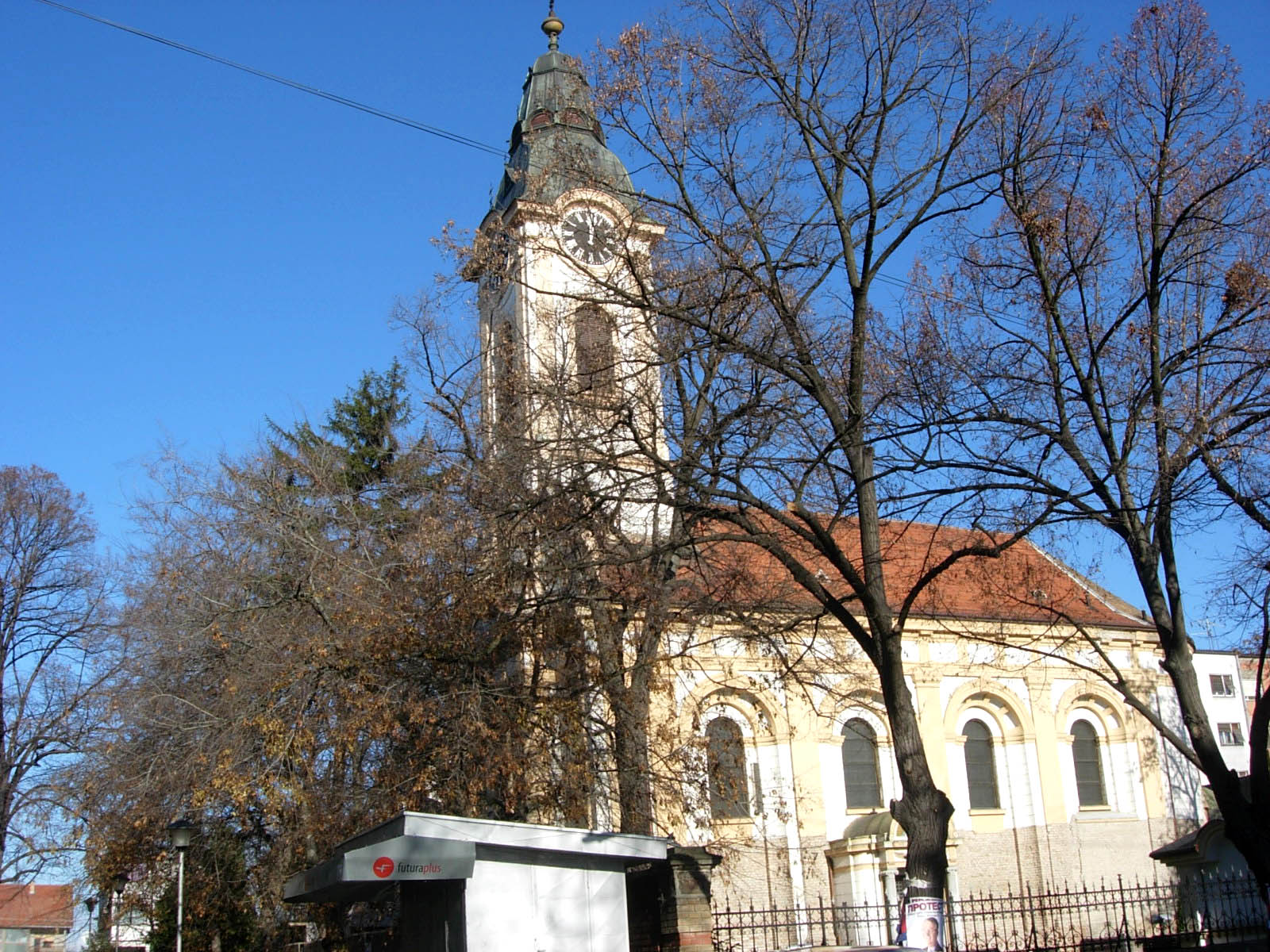
Nhà thờ Chính thống.

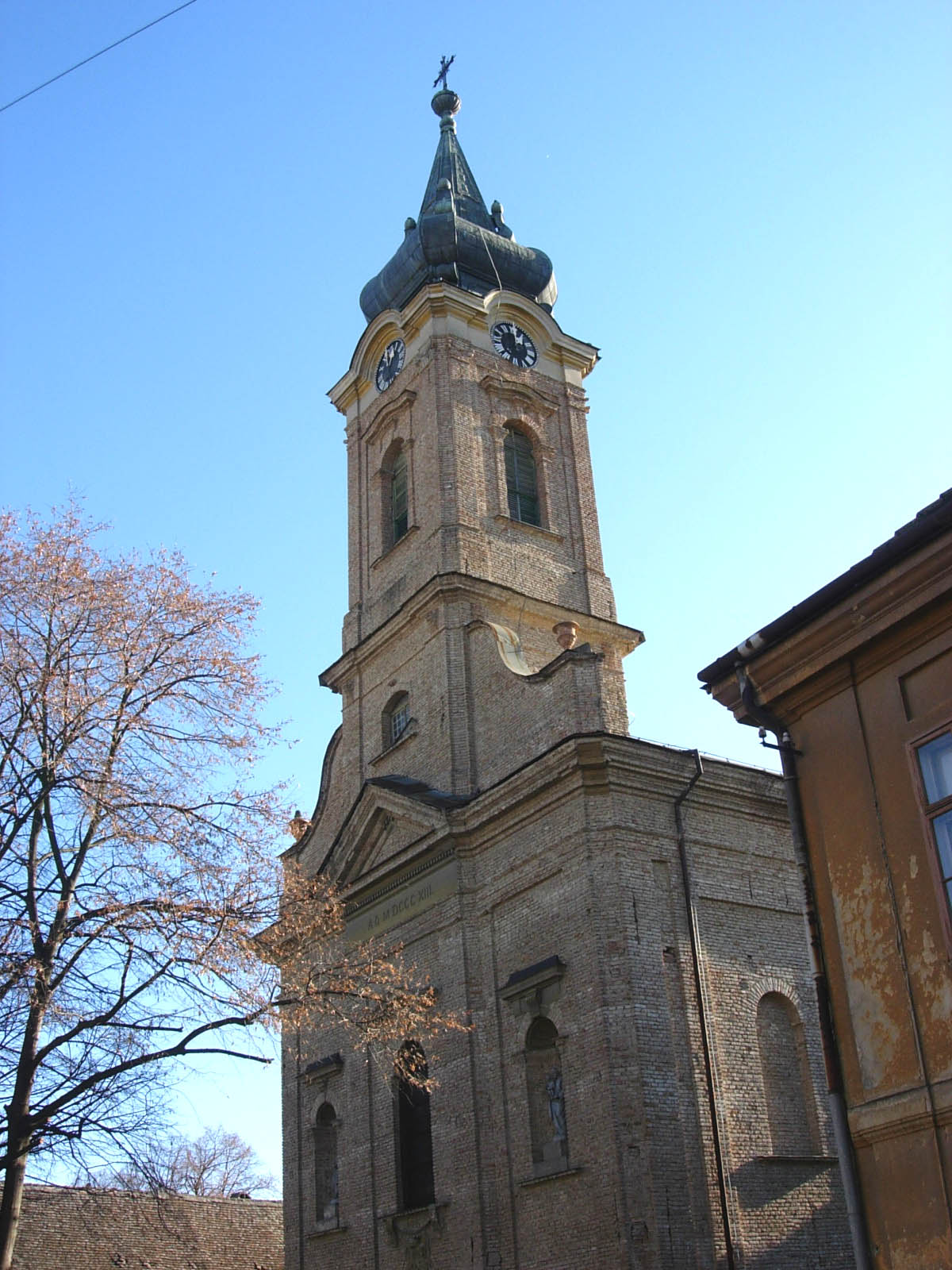
Nhà thờ Công giáo.

Ruma (tiếng Serbia: Рума) là một thành phố và khu tự quản ở Vojvodina, Serbia. Thành phố Ruma có diện tích km2, dân số là 32.229 người  (theo điều tra dân số Serbia năm 2002) còn dân số cả khu tự quản là 60.006 người.  Đây là thủ phủ hành chính của quận Srem.